# Калачинск

Памятник П. Е. Осминину

Кала́чинск — третий по величине город в Омской области, административный центр Калачинского района и Калачинского городского поселения. Железнодорожная станция на Транссибирской магистрали.
Население — 20 825 чел. (2023).

## География
Город расположен на обоих берегах реки Омь (приток Иртыша), в 84 км от Омска.

### Климат
Преобладает резко континентальный климат. Зимы холодные и продолжительные. Лето жаркое и короткое. Среднегодовое количество осадков — 435 мм.

## История
XVIII век
Первую разведку территории вдоль реки Оми произвёл в 1755 году прапорщик Укусников. В 1767 году начальник инженерной экспедиции Сибирского корпуса генерал-майор Малм впервые называет озеро Калачиками, что представляет собой метафору, обусловленную формой озера.
Основание деревни Калачики было документально зафиксировано Ревизской сказкой 26 января 1795 года. В то время в ней уже проживало 14 семей, насчитывавших 130 человек. Дата основания деревни точно неизвестна, приблизительно в 1783—1794 годы между Ревизскими сказками.
Официально считается датой основания весна-лето 1794 года. Первые дома были поставлены на крутом берегу реки Омь, чуть ниже образованного её старым руслом озера Калач. Развитие деревни Калачики шло медленно, так как вокруг уже были или вновь заводились небольшие деревеньки, в Калачиках никогда не было помещичьего землевладения.
XIX век
К 1816 году количество семей в Калачиках удвоилось, а число жителей достигло 203 человека.
Дальнейшее бурное заселение здешней округи относится к 1860-м годам после отмены крепостного права и особенно — к 1890-м годам.
Сильным толчком развития Калачиков стало открытие в 1896 году Великого Сибирского железнодорожного пути. К этому времени в Калачиках проживало 400 душ обоего пола, а к 1904 году население увеличилось до 691 человека.
В конце XIX века входил в Куликовскую волость Тюкалинского уезда Тобольской губернии, имелось: хлебозапасный магазин, торговая лавка, маслобойный завод, 2 кузницы и склад сельхозорудий.
XX век
В 1917 году членом продовольственного комитета Калачинского уезда становится Яков Мартынович Калнин, латышский поэт и учитель.
В начале 1918 года в Калачинске состоялся первый уездный съезд Советов, избравший исполнительный комитет во главе с председателем Я. М. Калниным.
В марте 1918 года в Калачинске произошло антибольшевистское восстание из-за попыток «национализации» частной собственности, а в июне 1918 года город был занят частями Западно-Сибирской добровольческой армии. Добровольцы окружили на железнодорожном вокзале калачинских большевиков и расстреляли их.
21 ноября 1919 года части Русской армии покинули Калачинск и город был занят 27-й Омской стрелковой дивизией Красной армии, входившей в 5-ю армию М. Н. Тухачевского.
Сразу же в Калачинске был образован уездный ревком, председателем которого стал латышский революционер Ян Петрович Кродер.
5 декабря 1919 года по решению Сибревкома из Тюкалинского выделяется самостоятельный Калачинский уезд. В него вошли 16 волостей. Одновременно село Калачинск стало уездным городом. Ревкомы были заменены Советами. Но уже 2 мая 1925 года статус Калачинска был понижен до сельского поселения, а затем и до села.
К 1922 году население Калачинского уезда превысило 173 тысяч человек, в Калачинске в это время в 521 доме проживало 3967 человек.
7 ноября 1922 года здесь началось издание местной газеты.
Постановлением Сибревкома от 24 сентября 1924 года был образован Калачинский район из 6 волостей с 74 населёнными пунктами и населением в 51 185 человек.
С 1920 года есть кирпичный завод, элеватор (1938 г.), промкомбинат (1940 г.), раймясомолкомбинат (август 1940 г.).
В октябре 1929 года в Калачинске была создана машинно-тракторная станция (МТС) (одна из трёх первых в Сибири).
Границы Калачинского района изменялись несколько раз, начиная с 1935 года.
24 января 1943 года с. Калачинск было преобразовано в рабочий посёлок, который 27 ноября 1952 года приобрёл статус города районного подчинения, а в 1963 году был признан городом областного подчинения.
Во время Великой Отечественной войны калачинцами было пожертвовано для нужд фронта и собрано по займам и облигациям 33 млн рублей (в ценах 1945 года), произведено промышленной продукции на 23 млн рублей, отправлено 96 тысяч тонн продовольствия.
В Калачинске с 1941 года работал эвакогоспиталь, с декабря 1942 года до конца войны базировалась 17-я Окружная школа отличных стрелков снайперской подготовки, которая регулярно каждые 3 месяца отправляла на фронт более 2500 снайперов.
В Калачинском районе всю Великую Отечественную войну действовало два интерната, где воспитывались 480 эвакуированных из блокадного Ленинграда детей.
На Великую Отечественную войну ушло более 10 тысяч калачинцев, из них более половины погибло. Их фамилии позже были высечены на плитах городского Мемориала.
В Калачинском районе жило шесть героев Советского Союза:
- Александр Терентьевич Алтунин,
- Александр Семёнович Ерёмин,
- Павел Ильич Ермак,
- Гавриил Григорьевич Калинин,
- Иван Григорьевич Ледовский,
- Пётр Ермолаевич Осминин.

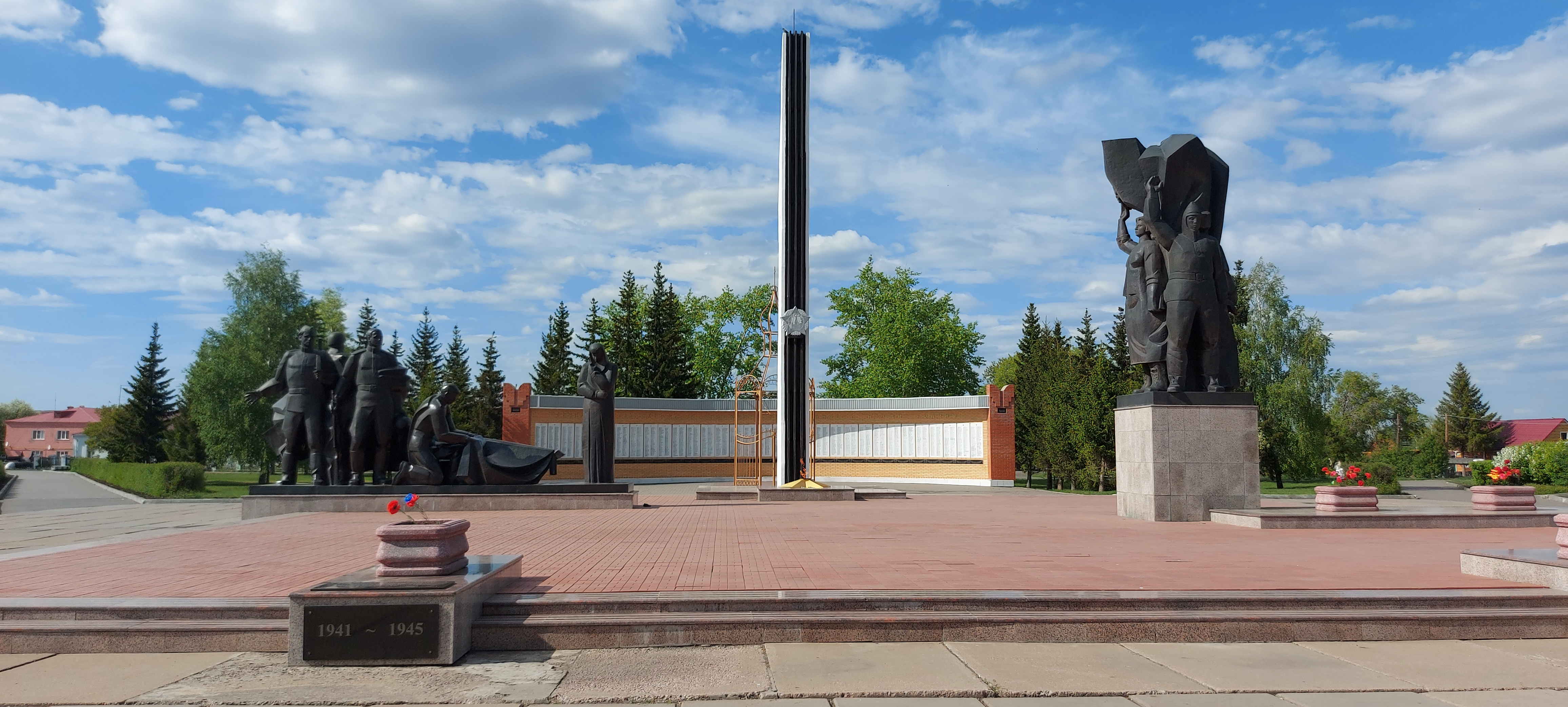
Мемориал Славы

В 1954 году началось освоение целинных и залежных земель. В 1964 году ещё раз производится территориальный передел, площадь Калачинского района превысила 3 тыс. км², население — 68 тысяч чел.
В 1993 году Калачинск был третьим в Омской области городом по численности населения, после Омска и Тары. На 1 января 1993 года в районе 49243 человек, в том числе в городе 26 038 человек.
Строительство
К 1900 году на станции уже было вокзальное здание, простоявшее до 1987 года, и кирпичная водонапорная башня, которая стоит до сих пор. В 1902—1904 годах к станции проложен первый водопровод.
Село постепенно приближалось к вокзалу, от которого оно первоначально находилось на расстоянии двух вёрст к северу. К 1922 году насчитывалось 28 улиц, в 1993 году их уже более ста.

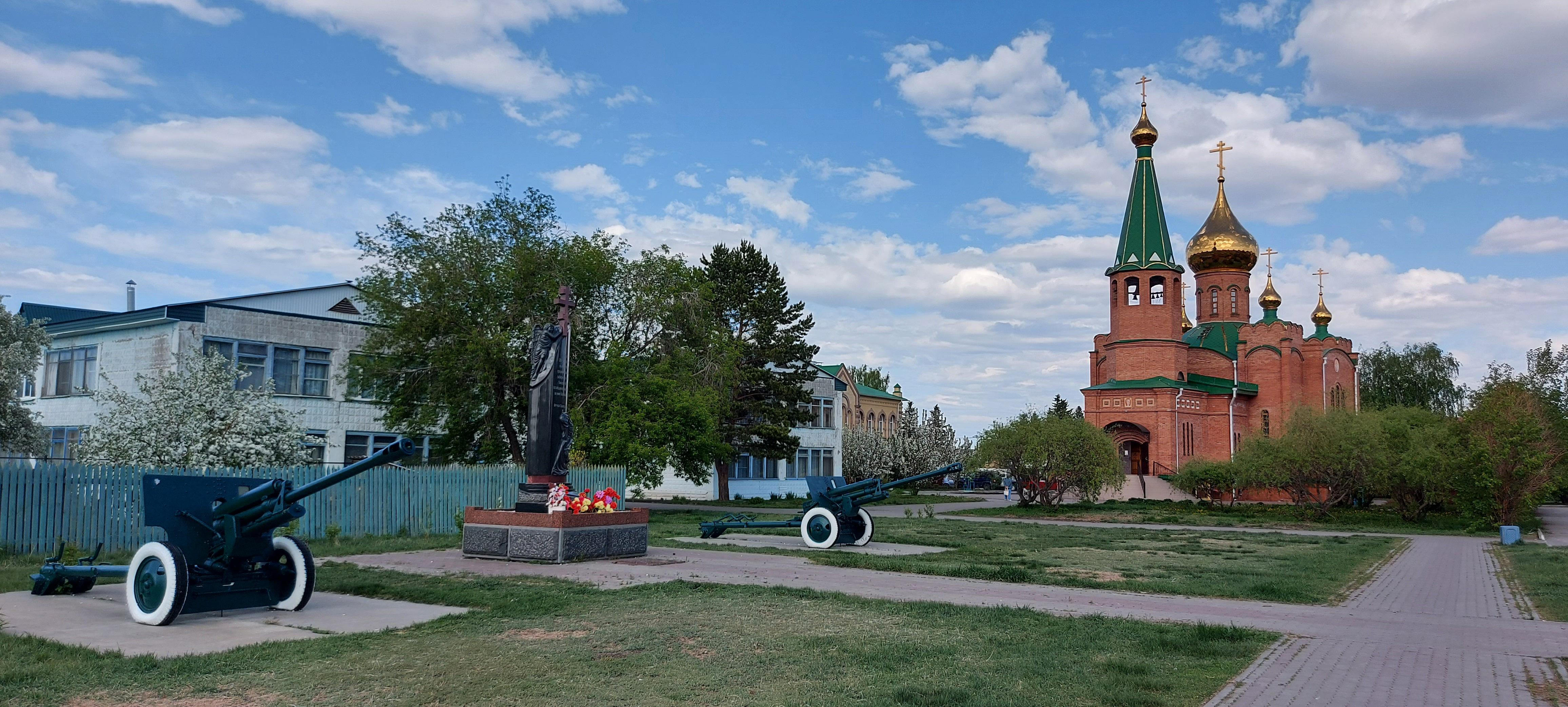
Памятник-монумент и Храм Воскресения Христова

В 1928 году был построен первый элеватор, в 1930 году принят в эксплуатацию первый деревянный мост через Омь (до этого перевоз осуществлялся паромом).
Строительство, с началом которого Калачинск начал приобретать черты города, развернулось в конце пятидесятых. В 1958—1959 годах велось строительство пищекомбината, пивзавода, кондитерской фабрики, комбината бытового обслуживания.
В 1961 году построено здание СПТУ, в 1966 построены: мост через Омь, здание Дома Советов, производственный корпус мехзавода. За 8-ю пятилетку (1966—1970 гг.) введены в эксплуатацию: хлебозавод, путепровод, здания автовокзала, кинотеатра, почтамта, хозмага, книжного магазина, санэпидемстанции. В 1971—1973 гг. возведены обувная фабрика, элеватор, цех по сборке транспортёров на мехзаводе.
Калачинск располагает комплексом специализированных организаций, способных возводить жилые дома, строить большие капитальные сооружения, дороги и т. п.
Культура

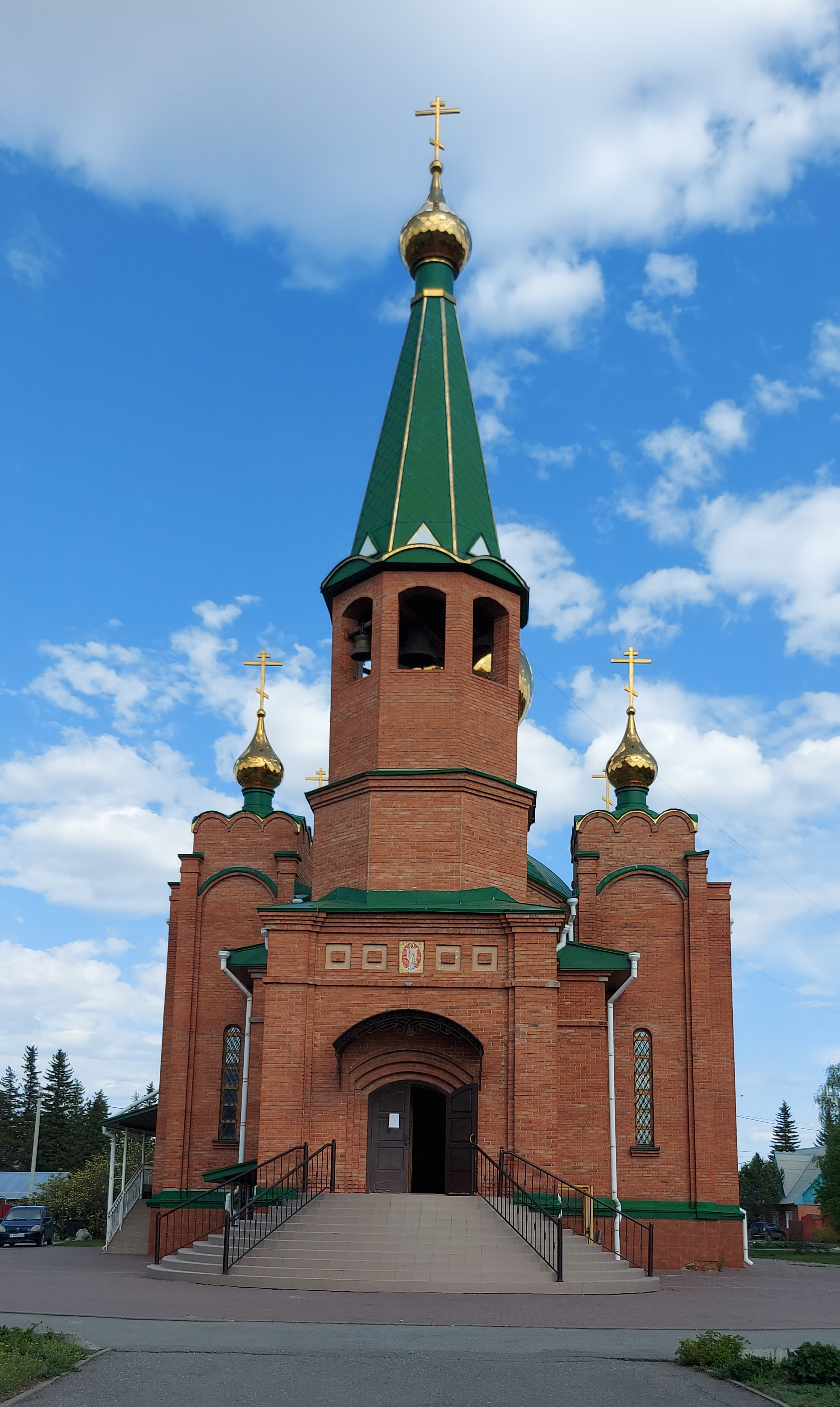
Храм Воскресения Христова

До Октябрьской революции в уезде не было штатных культработников. Первый клуб села Калачики был открыт в 1920 году, второй в 1924 году (позже преобразован в дом культуры). В это время клуб был местом обучения населения грамоте.
В декабре 1920 года была создана типография, 7 ноября 1922 года Укомом партии была образована уездная газета «Красные огни», вышедшая тиражом в 500 экземпляров. Её создателем и первым редактором был Василий Андреевич Рыбкин. Позже эта газета называлась «Колхозник», «Колхозная правда», «Калачинская правда» и сейчас «Сибиряк». В 1990 году тираж газеты «Сибиряк» превысил 13000 экземпляров, это одна из самых читаемых газет в районе. В 2007 году вышла бесплатная рекламно-информационная газета «Деловая жизнь Калачинска» с тиражом 3000 экземпляров.
XXI век
Район имеет развитую сеть лечебно-профилактических учреждений. В здравоохранении активно внедряются современные методы диагностики и лечения заболеваний, совершенствуются лапароскопические операции. Калачинская ЦРБ является лидером среди сельских районов области по эндоскопической хирургии и гинекологии.
Образование является самой крупной структурой в районе. В учреждении образования работают более 1500 человек. Муниципальная система образования представлена 47 образовательными учреждениями.
В учреждениях культуры работают 515 человек, сеть учреждений: музыкальная и художественная школы и их филиалы, 2 центральные библиотеки, 4 городских и 29 сельских филиалов, РДК (межпоселенческий культурно-досуговый центр), театр кукол «Сказка». Работают 17 творческих коллективов, имеющих звания «Народный» и «Образцовый». В Калачинске много лет проводится фестиваль детского и юношеского творчества «Роза ветров» «Москва — Калачинск-транзит».
В районе реализованы крупные инвестиционные проекты ЗАО «АЛПИ», ООО «Геомарт-Калачинск», ООО «ПФ КЗСМ», ЗАО «Сибнефть». Проводилась модернизация производства и на других предприятиях.
В городе активно проявляет себя молодёжное движение «Ностальгия». Члены движения добровольно участвуют в нуждах города. В основной массе, члены движения являются бодипозитивщиками. Задачей перед собой ребята поставили сделать город привлекательнее, привлекая спонсоров для воплощения небольших проектов. Так к примеру, в 2012 году молодёжь в течение лета очищала город от мусора. в 2013 году вновь была проведена уборка города, а также установлены движением 37 цветочных столба, с висящими цветочными кашпо.

## Городское поселение
Статус и границы городского поселения установлены Законом Омской области от 30 июля 2004 года № 548-ОЗ «О границах и статусе муниципальных образований Омской области».

## Население
| 1939    | 1959    | 1967    | 1970    | 1979    | 1989    | 1992    | 1996    | 1998    |
| ------- | ------- | ------- | ------- | ------- | ------- | ------- | ------- | ------- |
| 9300    | ↗18 987 | ↗22 000 | ↘20 809 | ↗22 414 | ↗25 014 | ↗25 500 | ↗25 900 | ↗26 000 |
| 2000    | 2001    | 2002    | 2003    | 2005    | 2006    | 2007    | 2008    | 2009    |
| ↘25 400 | ↘25 300 | ↘24 247 | ↘24 200 | ↘23 900 | ↘23 700 | ↘23 500 | ↗23 600 | ↘23 444 |
| 2010    | 2011    | 2012    | 2013    | 2014    | 2015    | 2016    | 2017    | 2018    |
| ↗23 556 | ↘23 513 | ↘23 283 | ↘22 915 | ↘22 542 | ↗22 656 | ↗22 716 | ↗22 781 | ↘22 737 |
| 2019    | 2020    | 2021    | 2023    |         |         |         |         |         |
| ↘22 587 | ↗22 599 | ↘21 378 | ↘20 825 |         |         |         |         |         |

На 1 января 2025 года по численности населения город находился на 653-м месте из 1124 городов Российской Федерации.

## Люди, связанные с городом
- Петр Осминин (1917—1944) — советский артиллерист, участник Великой Отечественной войны, Герой Советского Союза (1945, посмертно).
- Людмила Дружинина (1918—1996) — советская и казахстанская детская поэтесса и прозаик, член Союза писателей СССР.
- Нина Нелюбина (1924—2017) — советский и российский архитектор, заслуженный строитель Удмуртской АССР (1970), почётный архитектор Удмуртской Республики (2009), лауреат Государственной премии Удмуртской АССР (1985).

## Транспорт

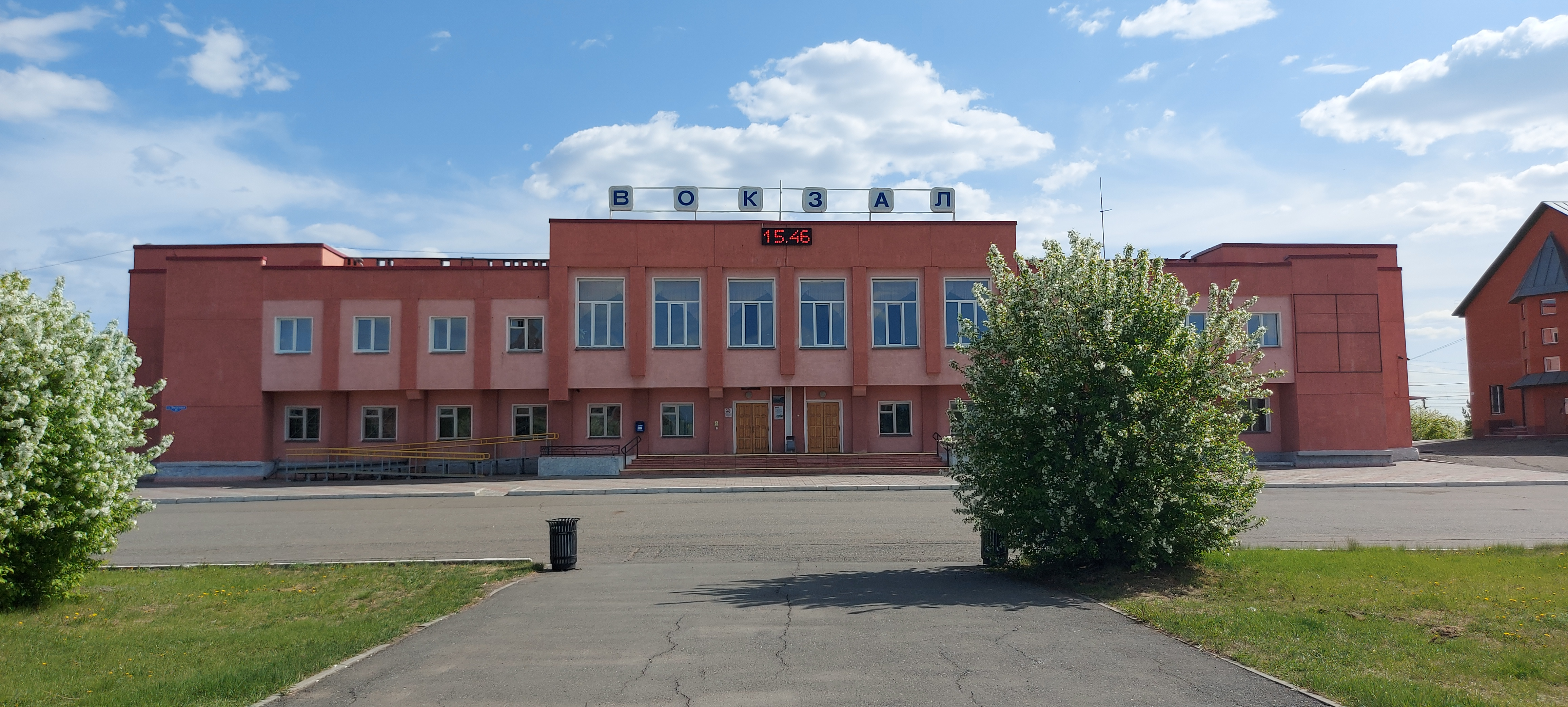
Железнодорожный вокзал

Гужевой транспорт был единственным в Калачинске до 17 марта 1896 года, когда по рельсам Транссиба прошёл первый поезд. Развитие железной дороги шло сложно и неравномерно. В 1900 году у вокзала был дровяной склад для обеспечения паровозов топливом. В сутки через станцию проходило 5-6 пар поездов. Связь с ближними станциями осуществлялась посредством классического аппарата Морзе.
С 1 января 1938 года начал курсировать пригородный поезд Омск-Татарская. К 1955 году завершился переход дистанции на электротягу. В 1988 году через Калачинск проходило более 300 грузовых поездов в сутки.
Ответвлением от железной дороги является сеть автодорог. Создавалась она долго и напряжённо, в 1930-х годах доходило до принудительной дорожной повинности для борьбы с бездорожьем. В январе 1939 года был создан автоотряд в составе 75 грузовиков. К 1940 году автопарк вырос до 106 единиц. В годы войны автоотряд был мобилизован на фронт.

## Достопримечательности

Памятник Герою Советского Союза П. Е. Осминину

- Городской музей истории и краеведения;
- Храм Воскресения Христова;
- Мемориал Славы;
- Калачинский театр кукол «СКАЗКА»;
- Памятник Герою Советского Союза П. Е. Осминину.

## Связь

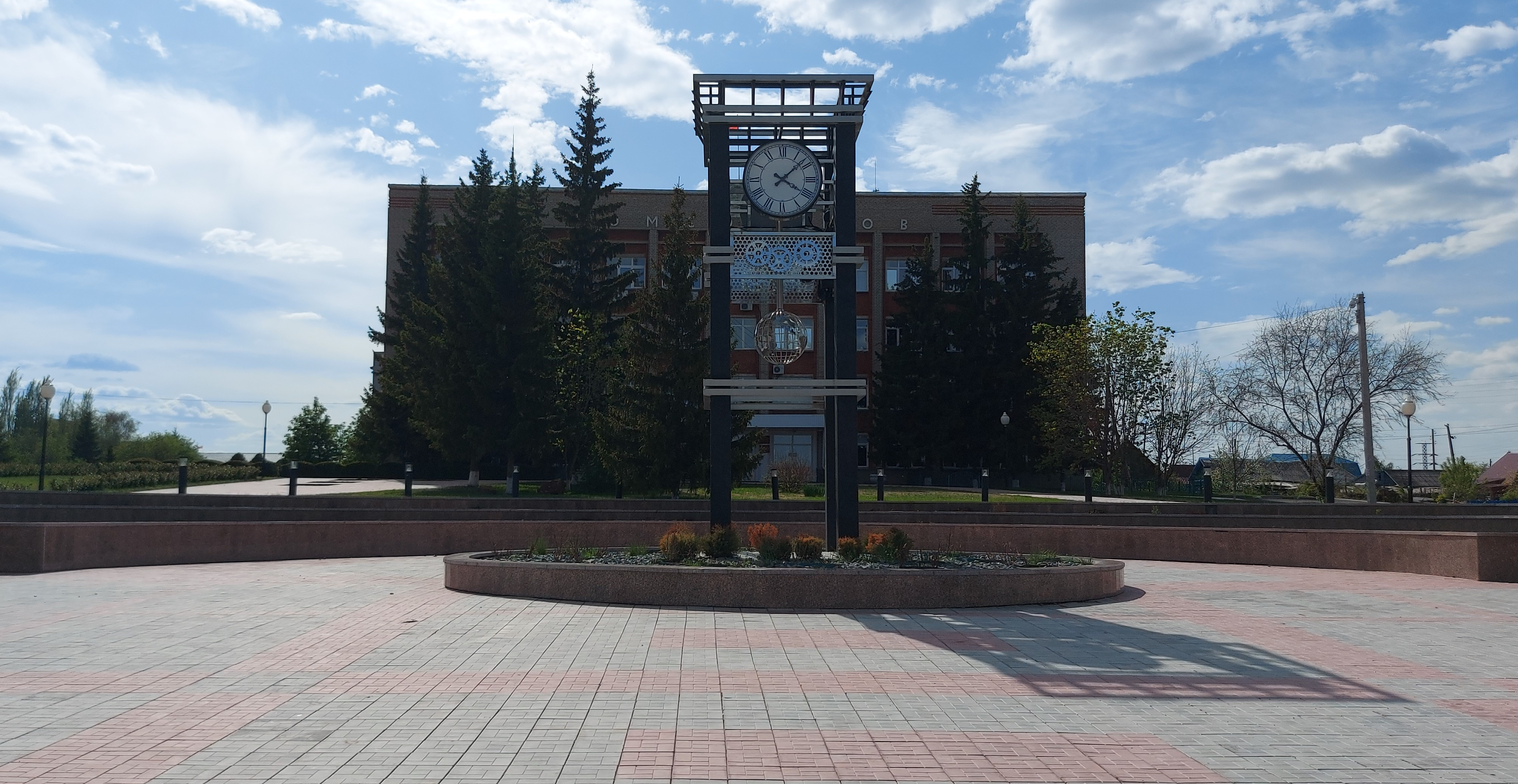
Стела с часами

Начало телефонной связи относится к 1921 году. Она тогда обслуживала лишь административно-управленческие органы и некоторые предприятия. К 1925 году город обзавёлся коммутатором на 50 номеров, из которых действовал только 31.
В 1944 году Калачинск связывал с Омском только один телефонный и один телеграфный каналы. К этому времени в Калачинске насчитывалось 200 телефонов.
В 1964 году в районе образовывается ЭТУС по обслуживанию и развитию средств электрической связи. В 1968 году сдали в эксплуатацию здание узла связи, где размещались городской почтамт и АТС, которое эксплуатируется так до сих пор. Позже была установлена аппаратура полуавтоматической связи. В 1976 году была запущена первая автоматическая станция на 2000 номеров, просуществовавшая до 13 ноября 2005 года, после чего была заменена на новую цифровую АТС. С 1984 года калачинцы начали самостоятельно выходить на связь с другими городами. С 1980-х постепенно воздушные линии заменялись кабельными с большим уплотнением.